# Фей Бейнтър
Фей Бейнтър (на английски: Fay Bainter) е американска актриса. 

## Биография
Родена е на 7 декември 1893 г. в Лос Анджелис, Калифорния. Дъщеря е на Чарлз Ф. Бейнтър и Мери Окел. През 1910 г. тя е пътуваща сценична актриса. За пръв път се появява на сцената през 1908 г. в „Председателят на окръга“ в Мороскос театър в Бърбанк, Калифорния, а дебютът й на Бродуей е в ролята на Селин Маринтър в „Розата на Панама“ (1912). Тя се появява в редица успешни пиеси в Ню Йорк като „Изтокът е Запад“, „Върбата“ и „Додсуърт. През 1926 г. се появява с Уолтър Абел в постановка на Бродуей „Врагът“ на Чанинг Полок.

### Кариера в киното
MGM я убеждава да участва в киното, дебютът й е в „Тази страна на рая“ (февруари 1934), същата година, когато се появява в „Додсуърт на Бродуей и във филма „Случи се един ден (юли 1934). Бейнтър бързо постига успех и през 1938 г. става първата изпълнителка, номинирана през една година, както за Оскар за най-добра женска роля за „Бели знамена“ (1938), така и за Оскар за най-добра поддържаща женска роля за „Йезавел“ (1938), като печени втората награда. Оттогава само единадесет други актьори са печелили двойни номинации през една календарна година. През 1940 г. тя играе г-жа Гибс във филмовата продукция на пиесата на Торнтън Уайлдър „Нашият град“. През 1945 г. играе Мелиса Фрейк в музикалния „Държавен панаир“ на Роджърс и Хамерщайн. Тя отново е номинирана за Оскар за най-добра поддържаща женска роля за ролята си в „Часът на децата“ (1961). През 1962 г. Фей се появява като гост-звезда в шоуто на Дона Рийд.
Фей Бейнтър има звезда на Холивудската алея на славата на 7021 булевард Холивуд в Лос Анджелис, Калифорния.

### Личен живот
Фей Бейнтър и Реджиналд Венабъл се женят на 8 юни 1921 г. в Ривърсайд, Калифорния. Реджиналд Венабъл е офицер от ВМС на САЩ. Двойката има един син, Реджиналд Венабъл младши (1926–1974), който става актьор. Бейнтър е леля на актрисата Дороти Бърджис.

### Смърт
Фей Бейнтър умира на 16 април 1968 г. от пневмония на 74-годишна възраст. Тъй като съпругът й е военен офицер, тя е погребана до него в Национално гробище Арлингтън. 

## Избрана филмография
| Година | Филм             | Оригинално заглавие | Роля          | Режисьор       |
| ------ | ---------------- | ------------------- | ------------- | -------------- |
| 1938   | Йезавел          | Jezebel             | Леля Бел Маси | Уилям Уайлър   |
| 1942   | Жена на годината | Woman of the Year   | Елън Уиткомб  | Джордж Стивънс |